# 15849 Billharper
15849 Billharper eller 1995 YM10 är en asteroid i huvudbältet som upptäcktes den 18 december 1995 av Spacewatch vid Kitt Peak-observatoriet. Den är uppkallad efter William Leonard Harper.
Den tillhör asteroidgruppen Koronis.